# A-klassen
A-klassen er en dansk satireserie på 8 afsnit, der havde premiere den 28. marts 2012 på DR2. I serien følger man fem arbejdsløse mennesker, der skal gennemføre et otte ugers aktiveringsprojekt på et jobcenter for at få deres dagpenge.
Serien er skrevet og instrueret af Parminder Singh og Morten Boesdal Halvorsen.

## Priser
- Modtog TV Prisen 2012 i kategorien Bedste Satire / Comedy Show[1]
- Robert nomineret i 2013 for Bedste TV-Serie, Bedste Mandlige TV-Hovedrolle (Ole Boisen), Bedste Mandlige TV-Birolle (Peter Gantzler)

## Medvirkende
| Skuespiller       | Rolle         | Beskrivelse |
| ----------------- | ------------- | --- |
| Mia Lyhne         | Camilla       | Camilla er chef på jobcentret.                                                                                            |
| Ole Boisen        | Ken Bjerre    | Ken Bjerre er en selvoptaget jobkonsulent.                                                                                |
| Mads Wille        | Anders        | Anders er jobcentrets teamleder.                                                                                          |
| Peter Gantzler    | Mogens Kaiser | Mogens Kaiser er uddannet filminstruktør fra filmskolen i 1987. Siden han gik ud af filmskolen har han kun lavet en film. |
| Laura Christensen | Mette Storm   | Mette Storm er 27 år og uddannet designer.                                                                                |
| Zaki Youssef      | Malik         | Malik har taget HH i 6 måneder og arbejdet som dyrepasser og i et flyttefirma.                                            |
| Lene Poulsen      | Karin Brix    | Karin Brix er mangeårige kantineassistent.                                                                                |
| Joen Bille        | Stig          | Stig er 62 år og vil gerne være investeringsrådgiver.                                                                     |